# Purpose World Tour
Purpose World Tour fue la tercera gira mundial de conciertos del cantante canadiense Justin Bieber. Se puso en marcha en apoyo a su cuarto álbum de estudio, Purpose. La gira comenzó el 9 de marzo de 2016 en Seattle, Estados Unidos y finalizó el 2 de julio de 2017 en Londres, Inglaterra.Y su recaudación superó los $250,000,000 millones convirtiéndose en una de las giras más recaudadoras del mundo

## Antecedentes
La gira fue anunciada el día 10 de noviembre de 2015 en The Ellen DeGeneres Show. Ese mismo día, fueron reveladas 49 fechas en Estados Unidos y Canadá en el sitio web del cantante. Debido a una abrumadora demanda, se agregaron más fechas en Los Ángeles, Atlanta, Filadelfia, Boston, Miami y Nueva York, sumando un total de 64 espectáculos. El 3 de octubre de 2016, Justin vía Twitter anunció 5 fechas para Australia y Nueva Zelanda, países que visitó en marzo de 2017. El 25 de octubre de 2016, Justin vía Twitter anunció 12 fechas para América Latina programadas para febrero, marzo y abril de 2017, visitando de regreso a los países de México, Chile, Brasil, Perú, Ecuador, Colombia, República Dominicana, Puerto Rico, Panamá y por primera vez en Costa Rica. El 5 de diciembre de 2016, en The Ellen DeGeneres Show, anunció su gira en estadios de su mismo tour y más adelante, vía Twitter, anunció las fechas de su tour de las mismas en Estados Unidos y Canadá, antes de anunciar sus fechas en Israel, Emiratos Árabes Unidos e India. Las últimas fechas en Estados Unidos y Canadá fueron canceladas por problemas de estrés del cantante siendo, sin aviso, el 2 de julio de 2017 el último show del Purpose World Tour.

## Lista de canciones
| América del Norte |
| --- |
| 1. "Mark My Words" 2. "Where Are Ü Now" 3. "I'll Show You" 4. "The Feeling" 5. "Get Used To It" 6. "Love Yourself" 7. "Home To Mama" 8. "Been You" 9. "Company" 10. "No Sense" 11. "Boyfriend" 12. "Hold Tight" 13. "As Long As You Love Me" 14. "No Pressure" 15. "Children" 16. "Life Is Worth Living" 17. "What Do You Mean?" 18. "Baby" 19. "Purpose" 20. "Sorry" |

| Asia |
| --- |
| 1. "Mark My Words" 2. "Where Are Ü Now" 3. "Get Used To It" 4. "I'll Show You" 5. "The Feeling" 6. "Boyfriend" 7. "Love Yourself" 8. "Cold Water" 9. "Been You" 10. "Company" 11. "No Sense" 12. "Hold Tight" 13. "No Pressure" 14. "As Long As You Love Me" 15. "Children" 16. "Life Is Worth Living" 17. "What Do You Mean?" 18. "Baby" 19. "Purpose" 20. "Sorry" |

| Europa |
| --- |
| 1. "Mark My Words" 2. "Where Are Ü Now" 3. "Get Used To It" 4. "I'll Show You" 5. "The Feeling" 6. "Boyfriend" 7. "Cold Water" 8. "Love Yourself" 9. "Been Yo u" 10. "Company" 11. "No Sense" 12. "Hold Tight" 13. "No Presurice" 14. "As Long As You Love Me" 15. "Children" 16. "Let Me Love You" 17. "Life Is Worth Living" 18. "What Do You Mean?" 19. "Baby" 20. "Purpose" 21. "Sorry" |

| América del Sur |
| --- |
| 1. "Mark My Words" 2. "Where Are Ü Now" 3. "Get Used To It" 4. "I'll Show You" 5. "The Feeling" 6. "Boyfriend" 7. "Cold Water" 8. "Love Yourself" 9. "Favorite Girl" (Interpretada en México) 10. "Been You" 11. "Company" 12. "No Sense" 13. "Hold Tight" 14. "No Pressure" 15. "As Long As You Love Me" 16. "Children" 17. "Let Me Love You" 18. "Life Is Worth Living" 19. "What Do You Mean?" 20. "Baby" 21. "Despacito" (Interpretada en Puerto Rico) 22. "Purpose" 23. "Sorry" |

| Asia II / África |
| --- |
| 1. "Mark My Words" 2. "Where Are Ü Now" 3. "Get Used To It" 4. "I'll Show You" 5. "The Feeling" 6. "Boyfriend" 7. "Cold Water" 8. "Love Yourself" 9. "Been You" 10. "Company" 11. "No Sense" 12. "Hold Tight" 13. "No Pressure" 14. "As Long As You Love Me" 15. "Children" 16. "Let Me Love You" 17. "Life Is Worth Living" 18. "What Do You Mean?" 19. "Baby" 20. "Purpose" 21. "Sorry" |

## Fechas del tour
| Día                      | Ciudad           | País                   | Recinto                        | Telonero                            | Tickets                     | Ingresos     |
| Norteamérica             | Norteamérica     | Norteamérica           | Norteamérica                   | Norteamérica                        | Norteamérica                | Norteamérica |
| ------------------------ | ---------------- | ---------------------- | ------------------------------ | ----------------------------------- | --------------------------- | ------------ |
| 9 de marzo de 2016       | Seattle          | Estados Unidos         | KeyArena                       | Corey Harper Moxie Raia             | 12,227 / 12,227             | $1,316,780   |
| 11 de marzo de 2016      | Vancouver        | Canadá                 | Rogers Arena                   | Corey Harper Moxie Raia             | 14,648 / 14,648             | $1,337,020   |
| 13 de marzo de 2016      | Portland         | Estados Unidos         | Moda Center                    | Corey Harper Post Malone Moxie Raia | 14,146 / 14,146             | $1,336,071   |
| 15 de marzo de 2016      | Sacramento       | Estados Unidos         | Sleep Train Arena              | post malone moxie raia              | 13,786 / 13,786             | $1,311,567   |
| 17 de marzo de 2016      | San José         | Estados Unidos         | SAP Center                     | post malone moxie raia              | 13,508 / 13,508             | $1,427,847   |
| 18 de marzo de 2016      | Oakland          | Estados Unidos         | Oracle Arena                   | post malone moxie raia              | 14,828 / 14,828             | $1,548,782   |
| 20 de marzo de 2016      | Los Ángeles      | Estados Unidos         | Staples Center                 | post malone moxie raia              | 41,445 / 41,445             | $4,365,483   |
| 21 de marzo de 2016      | Los Ángeles      | Estados Unidos         | Staples Center                 | post malone moxie raia              | 41,445 / 41,445             | $4,365,483   |
| 23 de marzo de 2016      | Los Ángeles      | Estados Unidos         | Staples Center                 | post malone moxie raia              | 41,445 / 41,445             | $4,365,483   |
| 25 de marzo de 2016      | Las Vegas        | Estados Unidos         | MGM Grand Garden Arena         | post malone moxie raia              | 13,483 / 13,483             | $1,411,304   |
| 26 de marzo de 2016      | Fresno           | Estados Unidos         | Save Mart Center               | post malone moxie raia              | 11,874 / 11,874             | $1,154,574   |
| 29 de marzo de 2016      | San Diego        | Estados Unidos         | Valley View Casino Center      | post malone moxie raia              | 11,571 / 11,571             | $1,120,203   |
| 30 de marzo de 2016      | Glendale         | Estados Unidos         | Gila River Arena               | post malone moxie raia              | 13,550 / 13,550             | $1,319,238   |
| 2 de abril de 2016       | Salt Lake City   | Estados Unidos         | Vivint Smart Home Arena        | post malone moxie raia              | 15,115 / 15,115             | $1,400,612   |
| 4 de abril de 2016       | Denver           | Estados Unidos         | Pepsi Center                   | post malone moxie raia              | 13,910 / 13,910             | $1,457,492   |
| 6 de abril de 2016       | Kansas City      | Estados Unidos         | Sprint Center                  | post malone moxie raia              | 13,701 / 13,701             | $1,277,252   |
| 7 de abril de 2016       | Tulsa            | Estados Unidos         | BOK Center                     | post malone moxie raia              | 13,231 / 13,231             | $1,222,177   |
| 9 de abril de 2016       | Houston          | Estados Unidos         | Toyota Center                  | post malone moxie raia              | 12,868 / 12,868             | $1,407,652   |
| 10 de abril de 2016      | Dallas           | Estados Unidos         | American Airlines Center       | post malone moxie raia              | 14,764 / 14,764             | $1,563,920   |
| 12 de abril de 2016      | Atlanta          | Estados Unidos         | Philips Arena                  | post malone moxie raia              | 25,717 / 25,717             | $2,726,349   |
| 13 de abril de 2016      | Atlanta          | Estados Unidos         | Philips Arena                  | post malone moxie raia              | 25,717 / 25,717             | $2,726,349   |
| 19 de abril de 2016      | Saint Louis      | Estados Unidos         | Scottrade Center               | post malone moxie raia              | 15,450 / 15,450             | $1,433,791   |
| 20 de abril de 2016      | Louisville       | Estados Unidos         | KFC Yum! Center                | post malone moxie raia              | 16,496 / 16,496             | $1,513,138   |
| 22 de abril de 2016      | Rosemont         | Estados Unidos         | Allstate Arena                 | post malone moxie raia              | 28,519 / 28,519             | $2,952,529   |
| 23 de abril de 2016      | Rosemont         | Estados Unidos         | Allstate Arena                 | post malone moxie raia              | 28,519 / 28,519             | $2,952,529   |
| 25 de abril de 2016      | Auburn Hills     | Estados Unidos         | The Palace of Auburn Hills     | post malone moxie raia              | 14,795 / 14,795             | $1,538,259   |
| 26 de abril de 2016      | Cleveland        | Estados Unidos         | Quicken Loans Arena            | post malone moxie raia              | 16,028 / 16,028             | $1,480,206   |
| 28 de abril de 2016      | Columbus         | Estados Unidos         | Schottenstein Center           | post malone moxie raia              | 13,919 / 13,919             | $1,331,983   |
| 29 de abril de 2016      | Washington D. C. | Estados Unidos         | Verizon Center                 | post malone moxie raia              | 14,917 / 14,917             | $1,551,880   |
| 4 de mayo de 2016        | Brooklyn         | Estados Unidos         | Barclays Center                | post malone moxie raia              | 29,470 / 29,470             | $3,075,262   |
| 5 de mayo de 2016        | Brooklyn         | Estados Unidos         | Barclays Center                | post malone moxie raia              | 29,470 / 29,470             | $3,075,262   |
| 7 de mayo de 2016        | Filadelfia       | Estados Unidos         | Wells Fargo Center             | post malone moxie raia              | 30,535 / 30,535             | $3,131,498   |
| 8 de mayo de 2016        | Filadelfia       | Estados Unidos         | Wells Fargo Center             | post malone moxie raia              | 30,535 / 30,535             | $3,131,498   |
| 10 de mayo de 2016       | Boston           | Estados Unidos         | TD Garden                      | post malone moxie raia              | 28,406 / 28,406             | $2,962,651   |
| 11 de mayo de 2016       | Boston           | Estados Unidos         | TD Garden                      | post malone moxie raia              | 28,406 / 28,406             | $2,962,651   |
| 13 de mayo de 2016       | Ottawa           | Canadá                 | Canadian Tire Centre           | The Knocks Moxie Raia               | 13,697 / 13,697             | $1,297,390   |
| 14 de mayo de 2016       | Quebec           | Canadá                 | Videotron Centre               | The Knocks Moxie Raia               | 14,014 / 14,014             | $1,284,730   |
| 16 de mayo de 2016       | Montreal         | Canadá                 | Centre Bell                    | Post Malone Moxie Raia              | 15,956 / 15,956             | $1,473,300   |
| 18 de mayo de 2016       | Toronto          | Canadá                 | Air Canada Centre              | Post Malone Moxie Raia              | 31,482 / 31,482             | $2,906,010   |
| 19 de mayo de 2016       | Toronto          | Canadá                 | Air Canada Centre              | Post Malone Moxie Raia              | 31,482 / 31,482             | $2,906,010   |
| 11 de junio de 2016      | Winnipeg         | Canadá                 | MTS Centre                     | Moxie Raia                          | 12,228 / 12,228             | $1,210,850   |
| 13 de junio de 2016      | Calgary          | Canadá                 | Scotiabank Saddledome          | Post Malone Moxie Raia              | 12,944 / 12,944             | $1,269,300   |
| 14 de junio de 2016      | Edmonton         | Canadá                 | Rexall Place                   | Post Malone Moxie Raia              | 13,802 / 13,802             | $1,319,790   |
| 16 de junio de 2016      | Saskatoon        | Canadá                 | SaskTel Centre                 | Post Malone Moxie Raia              | 12,741 / 12,741             | $1,179,080   |
| 18 de junio de 2016      | Fargo            | Estados Unidos         | Fargodome                      | Post Malone Moxie Raia              | 12,451 / 12,451             | $1,177,819   |
| 19 de junio de 2016      | Minneapolis      | Estados Unidos         | Target Center                  | Post Malone Moxie Raia              | 14,498 / 14,498             | $1,514,540   |
| 21 de junio de 2016      | Lincoln          | Estados Unidos         | Pinnacle Bank Arena            | Post Malone Moxie Raia              | 13,048 / 13,048             | $1,224,748   |
| 22 de junio de 2016      | Des Moines       | Estados Unidos         | Wells Fargo Arena              | Post Malone Moxie Raia              | 13,086 / 13,086             | $1,251,093   |
| 24 de junio de 2016      | Cincinnati       | Estados Unidos         | U.S. Bank Arena                | Post Malone Moxie Raia              | 12,522 / 12,522             | $1,193,105   |
| 25 de junio de 2016      | Indianápolis     | Estados Unidos         | Bankers Life Fieldhouse        | Post Malone Moxie Raia              | 14,403 / 14,403             | $1,363,344   |
| 27 de junio de 2016      | Nashville        | Estados Unidos         | Bridgestone Arena              | Post Malone Moxie Raia              | 14,051 / 14,051             | $1,368,341   |
| 29 de junio de 2016      | Jacksonville     | Estados Unidos         | Veterans Memorial Arena        | Post Malone Moxie Raia              | 11,590 / 11,590             | $1,116,384   |
| 30 de junio de 2016      | Orlando          | Estados Unidos         | Amway Center                   | Post Malone Moxie Raia              | 13,282 / 13,282             | $1,273,025   |
| 2 de julio de 2016       | Miami            | Estados Unidos         | AmericanAirlines Arena         | Post Malone Moxie Raia              | 27,019 / 27,019             | $2,836,286   |
| 3 de julio de 2016       | Miami            | Estados Unidos         | AmericanAirlines Arena         | Post Malone Moxie Raia              | 27,019 / 27,019             | $2,836,286   |
| 6 de julio de 2016       | Greensboro       | Estados Unidos         | Greensboro Coliseum            | Post Malone Moxie Raia              | 14,832 / 14,832             | $1,421,008   |
| 7 de julio de 2016       | Baltimore        | Estados Unidos         | Royal Farms Arena              | Post Malone Moxie Raia              | 13,325 / 13,325             | $1,199,139   |
| 9 de julio de 2016       | Newark           | Estados Unidos         | Prudential Center              | Post Malone Moxie Raia              | 13,739 / 13,739             | $1,475,513   |
| 10 de julio de 2016      | Hartford         | Estados Unidos         | XL Center                      | Post Malone Moxie Raia              | 11,930 / 11,930             | $1,169,815   |
| 12 de julio de 2016      | Búfalo           | Estados Unidos         | First Niagara Center           | Post Malone Moxie Raia              | 14,424 / 14,424             | $1,376,691   |
| 13 de julio de 2016      | Pittsburgh       | Estados Unidos         | Consol Energy Center           | Post Malone Moxie Raia              | 14,508 / 14,508             | $1,353,964   |
| 15 de julio de 2016      | Atlantic City    | Estados Unidos         | Boardwalk Hall                 | Post Malone Moxie Raia              | 12,829 / 12,829             | $1,241,152   |
| 18 de julio de 2016      | Nueva York       | Estados Unidos         | Madison Square Garden          | Post Malone Moxie Raia              | 29,425 / 29,425             | $3,340,025   |
| 19 de julio de 2016      | Nueva York       | Estados Unidos         | Madison Square Garden          | Post Malone Moxie Raia              | 29,425 / 29,425             | $3,340,025   |
| Asia                     |                  |                        |                                |                                     |                             |              |
| 13 de agosto de 2016     | Chiba            | Japón                  | Makuhari Messe                 | —                                   | —                           | —            |
| 14 de agosto de 2016     | Chiba            | Japón                  | Makuhari Messe                 | —                                   | —                           | —            |
| Europa                   |                  |                        |                                |                                     |                             |              |
| 8 de septiembre de 2016  | Kópavogur        | Islandia               | Kórinn                         | Vic Mensa Sturla Atlas              | 34,893 / 34,893             | $5,009,776   |
| 9 de septiembre de 2016  | Kópavogur        | Islandia               | Kórinn                         | Vic Mensa Sturla Atlas              | 34,893 / 34,893             | $5,009,776   |
| 14 de septiembre de 2016 | Berlín           | Alemania               | Mercedes-Benz Arena            | Vic Mensa Sturla Atlas              | 13,314 / 13,314             | $1,196,419   |
| 16 de septiembre de 2016 | Múnich           | Alemania               | Olympiahalle                   | Vic Mensa Sturla Atlas              | 13,204 / 13,204             | $1,275,682   |
| 18 de septiembre de 2016 | Colonia          | Alemania               | Lanxess Arena                  | Vic Mensa Sturla Atlas              | 16,524 / 16,524             | $1,395,424   |
| 20 de septiembre de 2016 | París            | Francia                | AccorHotels Arena              | Vic Mensa The Knocks                | 32,179 / 32,179             | $2,576,668   |
| 21 de septiembre de 2016 | París            | Francia                | AccorHotels Arena              | Vic Mensa The Knocks                | 32,179 / 32,179             | $2,576,668   |
| 23 de septiembre de 2016 | Oslo             | Noruega                | Telenor Arena                  | The Knocks                          | 45,234 / 45,234             | $3,950,933   |
| 24 de septiembre de 2016 | Oslo             | Noruega                | Telenor Arena                  | The Knocks                          | 45,234 / 45,234             | $3,950,933   |
| 26 de septiembre de 2016 | Helsinki         | Finlandia              | Hartwall Areena                | The Knocks                          | 23,354 / 23,354             | $2,486,010   |
| 27 de septiembre de 2016 | Helsinki         | Finlandia              | Hartwall Areena                | The Knocks                          | 23,354 / 23,354             | $2,486,010   |
| 29 de septiembre de 2016 | Estocolmo        | Suecia                 | Tele2 Arena                    | The Knocks MiC Lowry                | 79,380 / 79,380             | $5,474,781   |
| 30 de septiembre de 2016 | Estocolmo        | Suecia                 | Tele2 Arena                    | The Knocks MiC Lowry                | 79,380 / 79,380             | $5,474,781   |
| 2 de octubre de 2016     | Copenhague       | Dinamarca              | Parken Stadion                 | The Knocks MiC Lowry                | 51,080 / 51,080             | $3,615,874   |
| 5 de octubre de 2016     | Amberes          | Bélgica                | Sportpaleis                    | The Knocks MiC Lowry                | 37,616 / 37,616             | $2,890,082   |
| 6 de octubre de 2016     | Amberes          | Bélgica                | Sportpaleis                    | The Knocks MiC Lowry                | 37,616 / 37,616             | $2,890,082   |
| 8 de octubre de 2016     | Arnhem           | Países Bajos           | Gelredome                      | The Knocks MiC Lowry                | 70,428 / 70,428             | $5,236,048   |
| 9 de octubre de 2016     | Arnhem           | Países Bajos           | Gelredome                      | The Knocks MiC Lowry                | 70,428 / 70,428             | $5,236,048   |
| 11 de octubre de 2016    | Londres          | Reino Unido            | The O2 Arena                   | The Knocks MiC Lowry                | 63,868 / 63,868             | $4,577,739   |
| 12 de octubre de 2016    | Londres          | Reino Unido            | The O2 Arena                   | The Knocks MiC Lowry                | 63,868 / 63,868             | $4,577,739   |
| 14 de octubre de 2016    | Londres          | Reino Unido            | The O2 Arena                   | The Knocks MiC Lowry                | 63,868 / 63,868             | $4,577,739   |
| 15 de octubre de 2016    | Londres          | Reino Unido            | The O2 Arena                   | The Knocks MiC Lowry                | 63,868 / 63,868             | $4,577,739   |
| 17 de octubre de 2016    | Birmingham       | Reino Unido            | Barclaycard Arena              | The Knocks MiC Lowry                | 31,269 / 31,269             | $2,306,792   |
| 18 de octubre de 2016    | Birmingham       | Reino Unido            | Barclaycard Arena              | The Knocks MiC Lowry                | 31,269 / 31,269             | $2,306,792   |
| 20 de octubre de 2016    | Mánchester       | Reino Unido            | Manchester Arena               | The Knocks MiC Lowry                | 49,586 / 49,586             | $3,562,525   |
| 21 de octubre de 2016    | Mánchester       | Reino Unido            | Manchester Arena               | The Knocks MiC Lowry                | 49,586 / 49,586             | $3,562,525   |
| 23 de octubre de 2016    | Mánchester       | Reino Unido            | Manchester Arena               | The Knocks MiC Lowry                | 49,586 / 49,586             | $3,562,525   |
| 24 de octubre de 2016    | Birmingham       | Reino Unido            | Genting Arena                  | The Knocks MiC Lowry                | 14,970 / 14,970             | $1,125,375   |
| 26 de octubre de 2016    | Sheffield        | Reino Unido            | Sheffield Arena                | The Knocks MiC Lowry                | 13,126 / 13,126             | $993,250     |
| 27 de octubre de 2016    | Glasgow          | Reino Unido            | The SEE Hydro                  | The Knocks MiC Lowry                | 38,193 / 38,193             | $2,843,948   |
| 29 de octubre de 2016    | Glasgow          | Reino Unido            | The SEE Hydro                  | The Knocks MiC Lowry                | 38,193 / 38,193             | $2,843,948   |
| 30 de octubre de 2016    | Glasgow          | Reino Unido            | The SEE Hydro                  | The Knocks MiC Lowry                | 38,193 / 38,193             | $2,843,948   |
| 1 de noviembre de 2016   | Dublín           | Irlanda                | 3Arena                         | The Knocks MiC Lowry                | 25,301 / 25,301             | $2,317,857   |
| 2 de noviembre de 2016   | Dublín           | Irlanda                | 3Arena                         | The Knocks MiC Lowry                | 25,301 / 25,301             | $2,317,857   |
| 8 de noviembre de 2016   | Viena            | Austria                | Wiener Stadthalle              | The Knocks MiC Lowry                | 15,988 / 15,988             | $1,423,671   |
| 9 de noviembre de 2016   | Zagreb           | Croacia                | Arena Zagreb                   | The Knocks MiC Lowry                | 18,103 / 18,103             | $1,335,840   |
| 11 de noviembre de 2016  | Cracovia         | Polonia                | Tauron Arena                   | The Knocks MiC Lowry                | 16,010 / 16,010             | $1,264,730   |
| 12 de noviembre de 2016  | Praga            | República Checa        | O2 Arena                       | The Knocks MiC Lowry                | 18,384 / 18,384             | $1,119,815   |
| 14 de noviembre de 2016  | Hamburgo         | Alemania               | Barclaycard Arena              | The Knocks MiC Lowry                | 13,493 / 13,493             | $1,196,871   |
| 16 de noviembre de 2016  | Frankfurt        | Alemania               | Festhalle                      | The Knocks MiC Lowry                | 12,185 / 12,185             | $1,231,065   |
| 17 de noviembre de 2016  | Zúrich           | Suiza                  | Hallenstadion                  | The Knocks MiC Lowry                | 13,735 / 13,735             | $1,443,039   |
| 19 de noviembre de 2016  | Bolonia          | Italia                 | Unipol Arena                   | The Knocks MiC Lowry                | 27,418 / 27,418             | $2,033,361   |
| 20 de noviembre de 2016  | Bolonia          | Italia                 | Unipol Arena                   | The Knocks MiC Lowry                | 27,418 / 27,418             | $2,033,361   |
| 22 de noviembre de 2016  | Barcelona        | España                 | Palau Sant Jordi               | The Knocks MiC Lowry                | 17,828 / 17,828             | $1,460,179   |
| 23 de noviembre de 2016  | Madrid           | España                 | Barclaycard Center             | The Knocks MiC Lowry                | 14,730 / 14,730             | $1,292,438   |
| 25 de noviembre de 2016  | Lisboa           | Portugal               | MEO Arena                      | The Knocks MiC Lowry                | 19,380 / 19,380             | $1,192,609   |
| 28 de noviembre de 2016  | Londres          | Reino Unido            | The O2 Arena                   | The Knocks MiC Lowry                | 32,366 / 32,366             | $2,412,820   |
| 29 de noviembre de 2016  | Londres          | Reino Unido            | The O2 Arena                   | The Knocks MiC Lowry                | 32,366 / 32,366             | $2,412,820   |
| Norteamérica             |                  |                        |                                |                                     |                             |              |
| 15 de febrero de 2017    | Monterrey        | México                 | Estadio BBVA Bancomer          | Afrojack                            | 46,602 / 46,602             | $3,656,627   |
| 18 de febrero de 2017    | Ciudad de México | México                 | Foro Sol                       | Robin Schulz                        | 155,201 / 155,201           | $8,496,049   |
| 19 de febrero de 2017    | Ciudad de México | México                 | Foro Sol                       | Robin Schulz                        | 155,201 / 155,201           | $8,496,049   |
| 21 de febrero de 2017    | Ciudad de México | México                 | Foro Sol                       | Robin Schulz                        | 155,201 / 155,201           | $8,496,049   |
| Oceanía                  |                  |                        |                                |                                     |                             |              |
| 6 de marzo de 2017       | Perth            | Australia              | Estadio nib                    | Martin Garrix Sheppard              | 24,129 / 24,129             | $2,769,661   |
| 10 de marzo de 2017      | Melbourne        | Australia              | Estadio Docklands              | Martin Garrix Sheppard              | 54,821 / 54,821             | $5,385,714   |
| 13 de marzo de 2017      | Brisbane         | Australia              | Estadio Suncorp                | Martin Garrix Sheppard              | 41,000 / 41,000             | $4,180,157   |
| 15 de marzo de 2017      | Sídney           | Australia              | Estadio ANZ                    | Martin Garrix Sheppard              | 65,836 / 65,836             | $6,224,571   |
| 18 de marzo de 2017      | Auckland         | Nueva Zelanda          | Mount Smart Stadium            | Martin Garrix Sheppard              | 35,420 / 35,420             | $3,591,944   |
| Latinoamérica            |                  |                        |                                |                                     |                             |              |
| 23 de marzo de 2017      | Santiago         | Chile                  | Estadio Nacional de Chile      | —                                   | 43,000 / 43,000             | $4,904,659   |
| 29 de marzo de 2017      | Río de Janeiro   | Brasil                 | Praça da Apoteose              | Rudy Mancuso                        | 30,801 / 30,801             | $3,240,573   |
| 1 de abril de 2017       | São Paulo        | Brasil                 | Allianz Parque                 | Rudy Mancuso                        | 88,273 / 88,273             | $9,133,945   |
| 2 de abril de 2017       | São Paulo        | Brasil                 | Allianz Parque                 | Rudy Mancuso                        | 88,273 / 88,273             | $9,133,945   |
| 5 de abril de 2017       | Lima             | Perú                   | Estadio Nacional del Perú      | King Lotus, David Cabrera Morillos  | 27,903 / 40,365             | $2,306,416   |
| 8 de abril de 2017       | Quito            | Ecuador                | Estadio Olímpico Atahualpa     | 4 A.M.                              | 13,047 / 16,254             | $1,420,350   |
| 12 de abril de 2017      | Bogotá           | Colombia               | Estadio El Campín              | Ali Stone                           | 19,782 / 30,507             | $2,018,152   |
| 15 de abril de 2017      | Punta Cana       | República Dominicana   | Hard Rock Hotel and Casino     | —                                   | 9,482 / 11,042              | $1,019,407   |
| 18 de abril de 2017      | San Juan         | Puerto Rico            | Coliseo José Miguel Agrelot    | —                                   | —                           | —            |
| 21 de abril de 2017      | Ciudad de Panamá | Panamá                 | Plaza Figali                   | —                                   | 7,676 / 7,676               | $896,403     |
| 24 de abril de 2017      | San José         | Costa Rica             | Estadio Nacional de Costa Rica | Bartosz Brenes                      | 23,377 / 26,985             | $2,087,544   |
| Asia                     |                  |                        |                                |                                     |                             |              |
| 3 de mayo de 2017        | Tel Aviv         | Israel                 | Parque Yarkon                  | Static Ben El Tavori                | 57,988 / 58,000             | $6,345,463   |
| 6 de mayo de 2017        | Dubái            | Emiratos Árabes Unidos | Autism Rocks Arena             | Deen Squad Hamza Hawsawi Rodge      | 23,938 / 29,690             | $3,326,384   |
| 10 de mayo de 2017       | Bombay           | India                  | Estadio DY Patil               | Sartek Zaeden Alan Walker           | 32,104 / 38,952             | $3,515,105   |
| África                   |                  |                        |                                |                                     |                             |              |
| 14 de mayo de 2017       | Johannesburgo    | Sudáfrica              | Estadio Soccer City            | Sketchy Bongo                       | 58,896 / 68,984             | $3,096,272   |
| 17 de mayo de 2017       | Ciudad del Cabo  | Sudáfrica              | Estadio de Ciudad del Cabo     | Sketchy Bongo                       | 39,706 / 45,214             | $2,364,238   |
| Europa                   |                  |                        |                                |                                     |                             |              |
| 5 de junio de 2017       | Aarhus           | Dinamarca              | Jydsk Væddeløbsbane            | Rudimental Gnash Goldroom           | —                           | —            |
| 15 de junio de 2017      | Berna            | Suiza                  | Stade de Suisse                | Halsey                              | 32,108 / 40,236             | $3,128,564   |
| 21 de junio de 2017      | Dublín           | Irlanda                | RDS Arena                      | Halsey                              | 30,653 / 31,740             | $3,477,915   |
| 30 de junio de 2017      | Cardiff          | Reino Unido            | Millennium Stadium             | Halsey                              | 38,434 / 45,201             | $2,653,174   |
| Total                    | Total            | Total                  | Total                          | Total                               | 2,760,249 / 2,820,801 (98%) | $250,664,958 |

### Festivales
| Día                  | Ciudad        | País         | Recinto                      | Evento / Festival            |
| Europa               | Europa        | Europa       | Europa                       | Europa                       |
| -------------------- | ------------- | ------------ | ---------------------------- | ---------------------------- |
| 20 de agosto de 2016 | Chelmsford    | Reino Unido  | Hylands House                | V Festival                   |
| 21 de agosto de 2016 | Staffordshire | Reino Unido  | Weston Park                  | V Festival                   |
| 3 de junio de 2017   | Landgraaf     | Países Bajos | Megaland                     | Pinkpop 2017                 |
| 7 de junio de 2017   | Stavanger     | Noruega      | Forus Travbane               | Sommerfesten 2017            |
| 10 de junio de 2017  | Estocolmo     | Suecia       | Gärdet                       | Summerburst Festival 2017    |
| 18 de junio de 2017  | Monza         | Italia       | Autodromo Nazionale di Monza | I-Days Festival              |
| 24 de junio de 2017  | Lille         | Francia      | Estadio Pierre-Mauroy        | North Summer Festival        |
| 25 de junio de 2017  | Frankfurt     | Alemania     | Commerzbank-Arena            | Wireless Festival            |
| 2 de julio de 2017   | Londres       | Reino Unido  | Hyde Park                    | British Summer Time Festival |

### Conciertos cancelados
| Día                      | Ciudad          | País           | Recinto                             | Motivo                                     |
| Norteamérica             | Norteamérica    | Norteamérica   | Norteamérica                        | Norteamérica                               |
| ------------------------ | --------------- | -------------- | ----------------------------------- | ------------------------------------------ |
| 29 de julio de 2017      | Arlington       | Estados Unidos | AT&T Stadium                        | Cancelados por circunstancias imprevistas. |
| 5 de agosto de 2017      | Pasadena        | Estados Unidos | Estadio Rose Bowl                   | Cancelados por circunstancias imprevistas. |
| 12 de agosto de 2017     | Denver          | Estados Unidos | Sports Authority Field at Mile High | Cancelados por circunstancias imprevistas. |
| 18 de agosto de 2017     | Minneapolis     | Estados Unidos | U.S. Bank Stadium                   | Cancelados por circunstancias imprevistas. |
| 23 de agosto de 2017     | East Rutherford | Estados Unidos | MetLife Stadium                     | Cancelados por circunstancias imprevistas. |
| 24 de agosto de 2017     | East Rutherford | Estados Unidos | MetLife Stadium                     | Cancelados por circunstancias imprevistas. |
| 29 de agosto de 2017     | Foxborough      | Estados Unidos | Gillette Stadium                    | Cancelados por circunstancias imprevistas. |
| 5 de septiembre de 2017  | Toronto         | Canadá         | Rogers Centre                       | Cancelados por circunstancias imprevistas. |
| 6 de septiembre de 2017  | Toronto         | Canadá         | Rogers Centre                       | Cancelados por circunstancias imprevistas. |
| Asia                     |                 |                |                                     |                                            |
| 23 de septiembre de 2017 | Tokio           | Japón          | Estadio Ajinomoto                   | Cancelados por circunstancias imprevistas. |
| 24 de septiembre de 2017 | Tokio           | Japón          | Estadio Ajinomoto                   | Cancelados por circunstancias imprevistas. |
| 27 de septiembre de 2017 | Hong Kong       | Hong Kong      | AsiaWorld-Arena                     | Cancelados por circunstancias imprevistas. |
| 30 de septiembre de 2017 | Santa María     | Filipinas      | Arena Filipina                      | Cancelados por circunstancias imprevistas. |
| 7 de octubre de 2017     | Singapur        | Singapur       | Estadio Nacional de Singapur        | Cancelados por circunstancias imprevistas. |